# Francesca Lo Schiavo
Francesca Lo Schiavo (11 de janeiro de 1948) é uma decoradora de arte italiana. Venceu o Oscar de melhor direção de arte na edição de 2012 por Hugo, ao lado de Dante Ferretti.